# Dorothea von Sagan

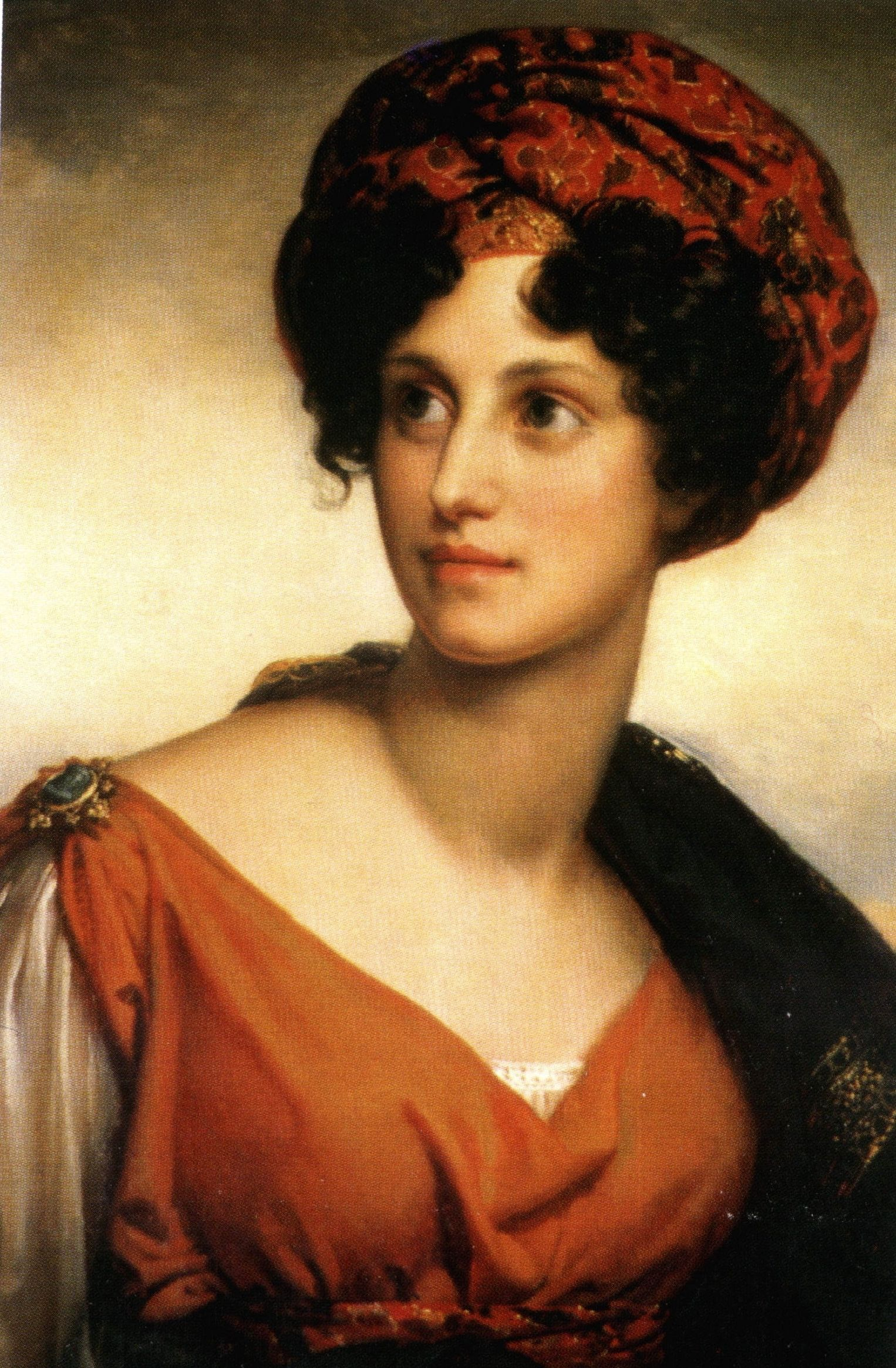
Dorothea von Biron, 1816. Gemälde von François Gérard

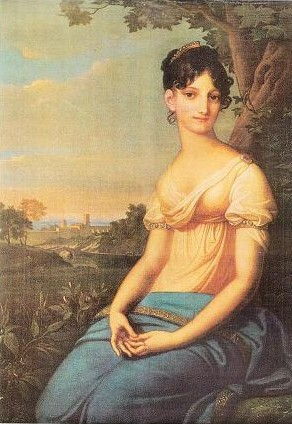
Dorothea von Biron, um 1810

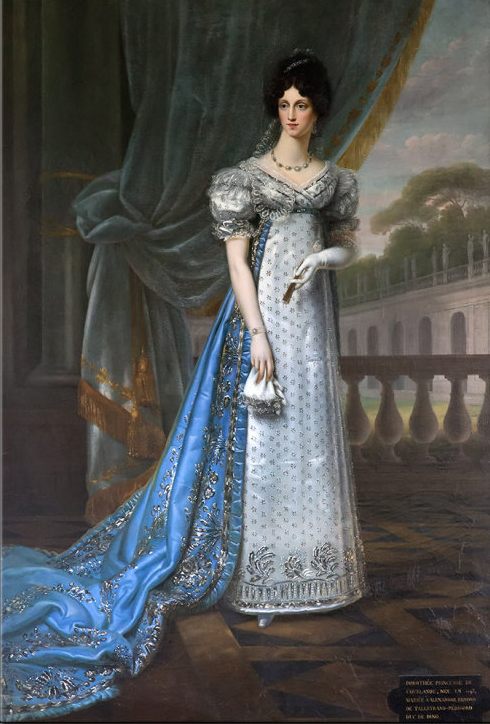
Dorothée de Talleyrand-Périgord, Herzogin von Dino, Gemälde von Joseph Chabord, um 1830

Dorothea von Sagan, geborene Prinzessin von Kurland und Semgallen aus dem regierenden Herzogshaus Biron von Curland, (* 21. August 1793 auf Schloss Friedrichsfelde bei Berlin; † 19. September 1862 in Sagan) war durch Heirat (1809) mit Edmond de Talleyrand-Périgord seit 1817 Herzogin von Dino und seit 1838 Herzogin von Talleyrand. Von ihrer Schwester erwarb sie 1845 das Herzogtum Sagan und nannte sich seither Herzogin von Sagan. In Frankreich ist sie als Dorothée de Courlande oder duchesse de Dino bekannt.

## Leben
Dorothea wurde als Prinzessin Dorothea von Kurland geboren. Obwohl sie einer außerehelichen Beziehung ihrer Mutter Dorothea von Kurland mit dem polnischen Grafen Alexander Batowski entstammen soll, wurde sie von Dorotheas Ehemann Peter von Biron, Herzog von Kurland und Semgallen, als ehelich geborene Tochter akzeptiert und ohne Unterschied zu ihren drei älteren Schwestern behandelt.
Nach dem Tod ihres Vaters Peter von Biron im Jahre 1800 erbte Dorothea die Herrschaft Deutsch Wartenberg mit Kleinitz (Klenica) und Günthersdorf (Zatonie) in Schlesien. Das von ihrer Mutter 1805 erworbene Palais Kurland in Berlin erbte sie 1821.
Auf Vermittlung von Zar Alexander I. heiratete sie am 21. April 1809 in Frankfurt am Main den Grafen Edmond de Talleyrand-Périgord, einen Neffen des französischen Außenministers Charles-Maurice de Talleyrand. Nach ihrer Hochzeit übersiedelte sie nach Frankreich und wurde Hofdame am kaiserlichen Hof Napoleons I. Innerhalb von drei Jahren gebar sie drei Kinder: Napoléon-Louis (1811–1898), Dorothée (1812–1814) und Alexandre (1813–1894).
Da ihre Ehe mit Edmond seit etwa 1812 zerrüttet war, begann sie ein Verhältnis mit dessen Onkel, dem Außenminister Charles-Maurice de Talleyrand, den sie 1814 zum Wiener Kongress begleitete. 1816 zog sie zu ihrem angeheirateten Onkel und Geliebten. Die Ehe mit Edmond wurde allerdings erst 1824 geschieden. Mit Charles-Maurice de Talleyrand lebte sie in Paris und auf Schloss Valençay sowie 1830 bis 1834 in London, wo er französischer Botschafter war und sie als dessen „Nichte“ eine glänzende gesellschaftliche Stellung einnahm. 1820 wurde Dorotheas Tochter Pauline geboren, eine Vaterschaft des Herzogs de Talleyrand-Périgord ist jedoch umstritten.
Mehrere Autoren gehen davon aus, dass Dorothea die leibliche Mutter der tschechischen Schriftstellerin Božena Němcová war. Als Vater des unehelichen Kindes wird Graf Karl Clam-Martinic vermutet. Die beiden haben sich nachweislich am Wiener Kongress in den Jahren 1814 und 1815 und später auch in Paris getroffen und bis März 1816 eine leidenschaftliche Affäre gehabt. Dorothea habe ihre unglückliche Ehe mit Edmond de Talleyrand schon damals beenden wollen. Sie soll die Absicht gehabt haben, nach einer Scheidung den Grafen Clam-Martinic zu heiraten, dieser Plan sei jedoch gescheitert. Nach einer aktuellen Quelle brachte Dorothea im September 1816 ein aus dieser Verbindung entstandenes Kind in Frankreich, im Kurort Bourbon-l’Archambault, zur Welt und ließ es unter dem Namen Marie-Henriette Dessalles in die Matrikel eintragen. Das Kind sei dann später, möglicherweise durch die Vermittlung der Schwester von Dorothea, Herzogin Katharina Wilhelmine von Sagan, von deren Bediensteten Johann Pankl und Theresie Novotná, die im Sommer 1820 geheiratet haben, als ihre Tochter Barbara angenommen und als eigenes Kind anerkannt worden.
Zusammen mit ihrer ältesten Schwester Katharina Wilhelmine trat Dorothea 1827 in Rom zum katholischen Glauben über, also erst lange nach ihrer Heirat und drei Jahre nach ihrer Scheidung von dem Katholiken Talleyrand. 1828 kaufte sie für sich das Loire-Schloss Rochecotte in Saint-Patrice. 1837 verkaufte sie das Berliner Kurlandpalais Unter den Linden an Zar Nikolaus I.
Es gelang ihr, den Außenminister Talleyrand vor seinem Tode mit der Kirche auszusöhnen. Nach seinem Tod 1838 wurde sie dessen Universalerbin und damit eine der reichsten Frauen Europas. In den nächsten Jahren lebte Dorothea abwechselnd in Frankreich und in Preußen, wo sie zuerst in Deutsch Wartenberg in Schlesien wohnte. 1842–1843 baute sie das dazugehörige Schloss Günthersdorf klassizistisch um. 1842 erwarb sie von ihrer Schwester Pauline das Herzogtum Sagan und bezog das Schloss in Sagan. König Friedrich Wilhelm IV. verlieh ihr 1845 den Titel einer Herzogin von Sagan. Auch an seinem Hof spielte sie eine bedeutende Rolle, wie sie es zuvor in Paris am Hofe Napoleons und der nachfolgenden Bourbonen sowie in London und Wien getan hatte. „Souverän regierte sie ihr Herzogtum selbst, ausgerüstet mit allen Erfahrungen eines wechselvollen, immer glänzenden, aber wenig glücklichen Lebens.“
In Sagan ließ sie das Schloss umfangreich modernisieren und vergrößerte den Schlosspark mit Hilfe des Fürsten Pückler. Sie erkannte die Not ihrer Untertanen, wurde wohltätig und gütig. 1855 stiftete sie die Dorotheen-Schule, eine Beschäftigungsanstalt für verwahrloste Kinder, und 1859 das St.-Dorotheen-Hospital. 1849 ließ sie die Heilig-Kreuz-Kirche umfangreich im Stil der Neogotik umbauen. Zugleich bestimmte sie die Kirche zur Grablege für sich und die katholischen Nachkommen der Familie Biron von Curland. Dort wurde sie selbst und 1898 ihr Sohn Napoleon Louis beigesetzt.
Dorothea war eine damals bekannte Landschaftsmalerin, deren Werke 1820 auf einer von der Königlich preußischen Akademie der Künste zu Berlin veranstalteten Ausstellung gezeigt wurden.

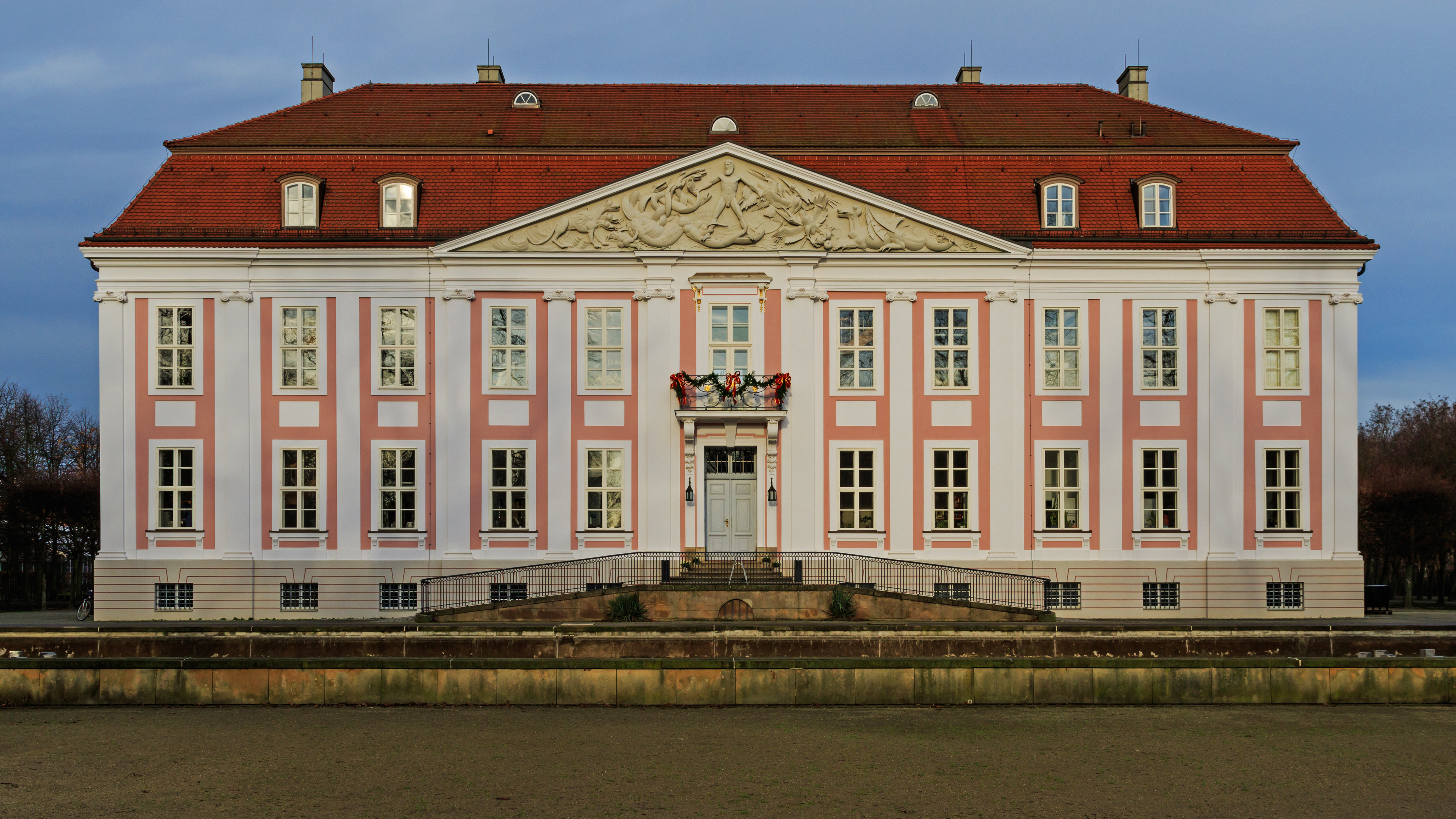
Schloss Friedrichsfelde
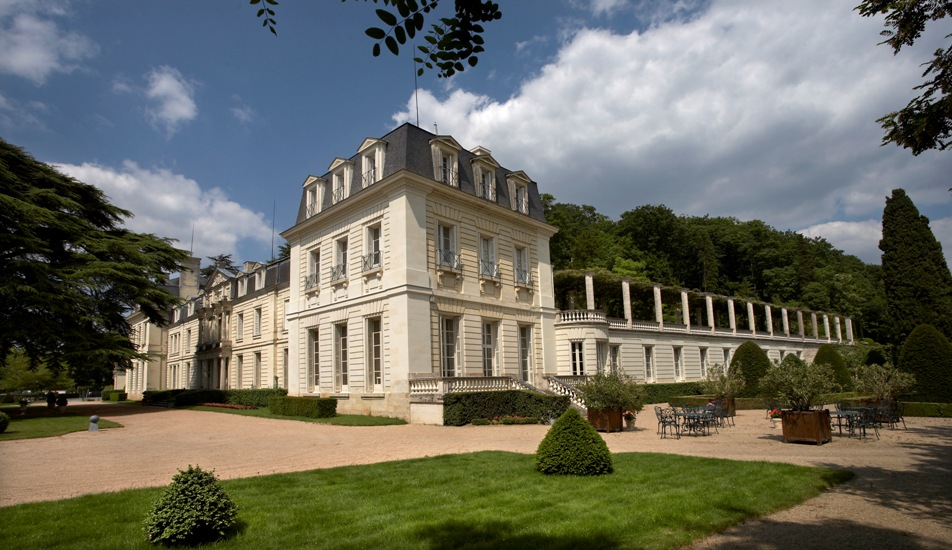
Schloss Rochecotte
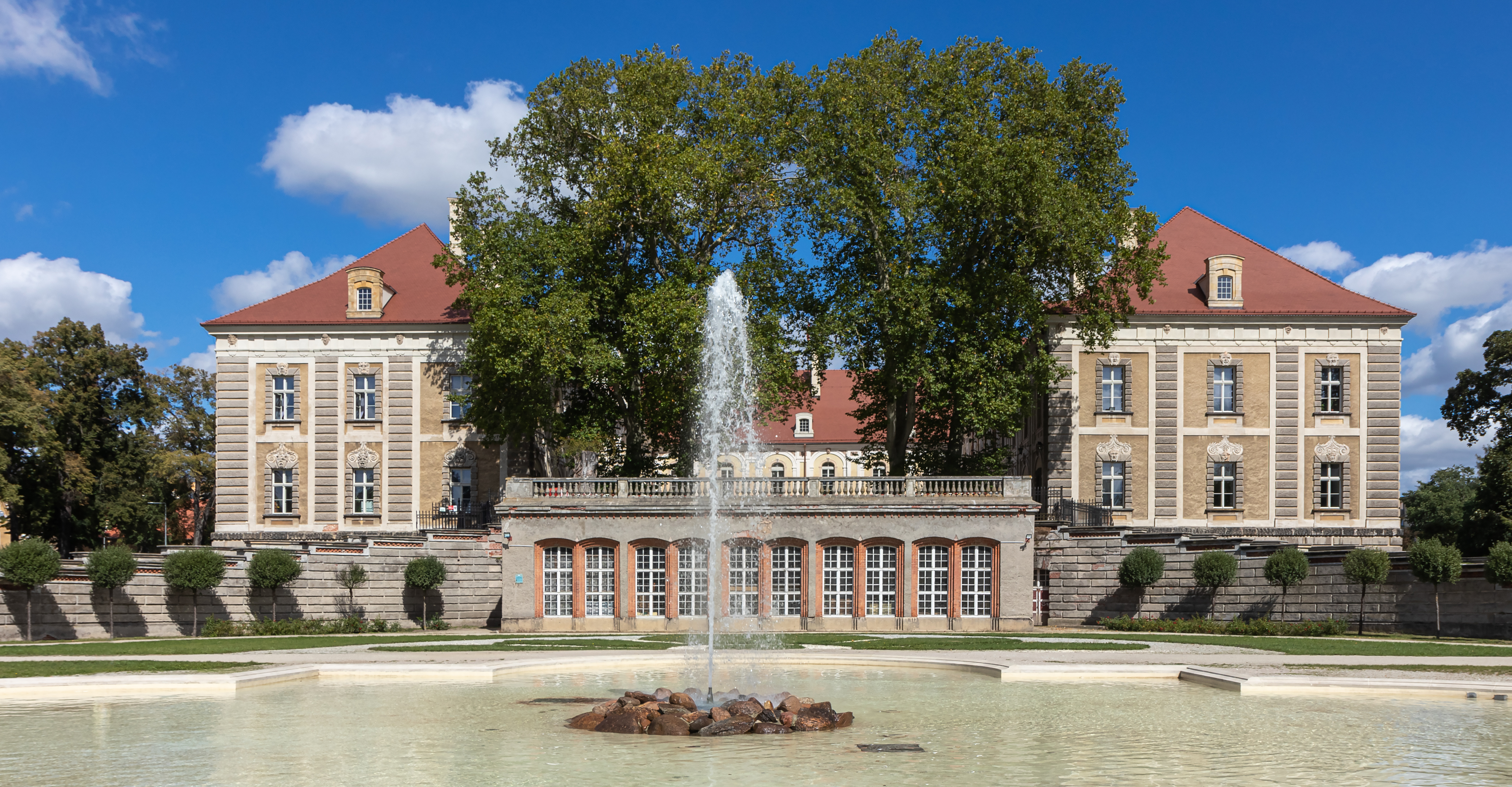
Schloss Sagan

Ihr Neffe Friedrich Wilhelm Konstantin zu Hohenzollern-Hechingen nahm noch vor dem Tod seiner Mutter und von Dorothea von Sagan als Schwester seiner Mutter, 1842 den Titel eines Herzogs von Sagan an. Nach älterer Literatur folgte er als Herzog von Sagan seiner Mutterschwester Wilhelmine von Sagan bereits am 29. November 1839.

## Film
- Universum History, Diplomatische Liebschaften – Die Mätressen des Wiener Kongresses, Spielfilm-Dokumentation von Monika Czernin und Melissa Müller, 52 min, ZDF/ARTE/ORF, 2014. Dorothea Gräfin Talleyrand dargestellt von Gioia Osthoff.